# 寺田敏雄
寺田 敏雄（てらだ としお、1959年7月11日 - ）は、日本の脚本家。

## 来歴
東京都杉並区出身。1981年、東放学園卒業。東放学園在学中に制作プロダクションのアルバイトを経験、主に情報番組のアシスタントディレクターを担当する。卒業後は番組制作会社に入社し、アシスタントディレクターとしてテレビドラマやバラエティ番組を手掛け、その後ディレクターに就任するが、そのかたわらで趣味であった脚本執筆が秋元康の目にとまり、秋元康がプロデュースする映画『グッバイ・ママ』の脚本を担当することになる。これがきっかけで脚本家としても注目される。その後はテレビ朝日『交渉人〜THE NEGOTIATOR〜』シリーズなどを手掛けている。

## 主な作品

### テレビドラマ

#### 連続ドラマ
- ジェラシー（1993年、日本テレビ）
- 憎しみに微笑んで（1993年、TBS）
- クニさんちの魔女たち（1994年、テレビ朝日）
- 夢みる頃を過ぎても （1994年、TBS）
- 君が見えない（1994年、関西テレビ）
- たたかうお嫁さま（1995年、日本テレビ）
- グッドラック（1996年、日本テレビ）
- ガラスの靴 a Cinderella Story（1997年、日本テレビ）
- なにさまっ!（1998年、TBS）
- チェンジ!（1998年、テレビ朝日）
- ラビリンス（1999年、日本テレビ）
- つぐみへ…〜小さな命を忘れない〜（2000年、テレビ朝日）
- R-17（2001年、テレビ朝日）
- ラブ&ファイト（2001年、TBS）
- ナースマン（2002年、日本テレビ）
- エスパー魔美（2002年、NHK）
- ダブルスコア（2002年、フジテレビ）
- 笑顔の法則（2003年、TBS）
- 盲導犬クイールの一生（2003年、NHK）
- 瑠璃の島（2005年、日本テレビ）
- けものみち（2006年、テレビ朝日）
- ディロン〜運命の犬（2006年、NHK）
- 交渉人〜THE NEGOTIATOR〜（2008年、テレビ朝日）
- 交渉人〜THE NEGOTIATOR〜 第2シリーズ（2009年、テレビ朝日）
- 必殺仕事人2009（2009年、朝日放送・テレビ朝日）
- てっぱん（2010年、NHK）
- CONTROL〜犯罪心理捜査〜（2011年、フジテレビ）
- 犬を飼うということ〜スカイと我が家の180日〜（2011年、テレビ朝日）
- IS〜男でも女でもない性〜（2011年、テレビ東京）
- Wの悲劇（2012年、テレビ朝日）
- 東野圭吾ミステリーズ第9話『結婚報告』（2012年、フジテレビ）
- 雲の階段（2013年、日本テレビ）
- 真夜中のパン屋さん（2013年、NHK）
- ドクターX〜外科医・大門未知子〜 season2（2013年、テレビ朝日）
- ドクターX〜外科医・大門未知子〜 season3（2014年、テレビ朝日）
- ドクターX〜外科医・大門未知子〜 season4（2016年、テレビ朝日）
- 刑事7人 第4シリーズ (2018年、テレビ朝日)
- BS笑点ドラマスペシャル1〜4（2017〜22年、BS日テレ）
- ブラックポストマン第1話（2023年、テレビ東京）

#### 単発ドラマ
- 世にも奇妙な物語『見たら最期』（1992年、フジテレビ）
- 大人は判ってくれない『運のない男』（1992年、フジテレビ）
- 涙のアンパンマン・マーチ（1997年、TBS）
- オグリの子（1998年、NHK）
- 24時間だけの嘘（1999年、TBS）
- モーニング娘。新春! LOVEストーリーズ『伊豆の踊子』『時をかける少女』（2002年、TBS）
- サンタが降りた滑走路（2004年、NHK）[3]
- 父の海、僕の空（2004年、日本テレビ）
- 運のない女〜最期の誕生日（2005年、TBS）
- 小さな運転士 最後の夢（2005年、日本テレビ）
- 二十四の瞳（2005年、日本テレビ）
- 保険調査員ハナコ・時価一億円の女（2006年、テレビ朝日）
- 指先でつむぐ愛（2006年、フジテレビ）
- 贅沢なお産（2006年、日本テレビ）
- 時代屋の女房（2006年、日本テレビ）
- MBO マネジメント・バイアウト〜経営権争奪・企業買収の行方〜（2007年、WOWOW）
- ゾウのはな子（2007年、フジテレビ）
- 真実の手記 BC級戦犯 加藤哲太郎「私は貝になりたい」（2007年、日本テレビ）
- 花いくさ〜京都祇園伝説の芸妓・岩崎峰子〜（2007年、フジテレビ）
- 必殺仕事人2007（2007年、朝日放送・テレビ朝日）
- マラソン（2007年、TBS）
- 東京大空襲（2008年、日本テレビ）
- ありがとう!チャンピイ〜日本初の盲導犬誕生物語（2008年、フジテレビ）
- 誘拐 KIDNAPPING（2009年、WOWOW）
- 必殺仕事人2009 新春スペシャル（2009年、朝日放送・テレビ朝日）
- DOOR TO DOOR〜僕は脳性まひのトップセールスマン〜（2009年、TBS）
- 必殺仕事人2012（2012年、朝日放送・テレビ朝日）
- 車イスで僕は空を飛ぶ（2012年、日本テレビ）
- 世にも奇妙な物語 2012年 秋の特別編『心霊アプリ』（2012年、フジテレビ）
- 必殺仕事人2013（2013年、朝日放送・テレビ朝日）
- 屍活師〜女王の法医学〜（2013年、フジテレビ）
- 東京にオリンピックを呼んだ男（2014年、フジテレビ）
- 必殺仕事人2014（2014年、朝日放送・テレビ朝日）
- 天才探偵ミタライ〜難解事件ファイル「傘を折る女」〜（2015年、フジテレビ）
- 浅見光彦シリーズ 第52作「神苦楽島」（2015年、フジテレビ）
- 佐武と市 捕物控（2015年、BS日テレ）
- 必殺仕事人2015（2015年、朝日放送・テレビ朝日）
- 松本清張ドラマスペシャル 黒い樹海（2016年、テレビ朝日）
- さよならドビュッシー 〜ピアニスト探偵 岬洋介〜（2016年、日本テレビ）
- ゴールドウーマン（2016年、テレビ朝日）
- 必殺仕事人2016（2016年、朝日放送・テレビ朝日）
- スペシャルドラマ必殺仕事人（2018年1月7日、朝日放送・テレビ朝日）
- 管理官 明石美和子 十四番目に来た女（2018年、テレビ朝日）

### 映画
- ご挨拶 第1話（兼監督）、第3話（1991年）
- グッバイ・ママ（1993年、松竹）
- 天使の牙B.T.A.（2003年、ワーナー）
- 交渉人 THE MOVIE タイムリミット高度10,000mの頭脳戦（2010年、東映）
- ライアの祈り（2015年、アイエス・フィールド）

### 舞台
- ミュージカル PSST PSST〜シブがき隊ROCK PERFORMANCE〜（1988年）
- 下北沢駅前劇場「幕末塾」第4回 - 第16回公演（1988年 - 1990年、下北沢駅前劇場）
- ロマンスが降りてきた街（幕末塾）（1990年、下北沢本多劇場）
- フロントホック（1991年、シアターコクーン）
- 暗い日曜日（2004年、ル・テアトル銀座）
- 恋愛ホテル〜LOVE×HOTEL（2005年、天王洲アートスフィア）

### 作詞
- 幕末塾「カンベンしてよ」（1990年、NECアベニュー）
- アン・ルイス「恋を眠らせて」（1996年、Victor Entertainment）